# Lepadella astacicola
Lepadella astacicola är en hjuldjursart som beskrevs av Hauer 1926. Lepadella astacicola ingår i släktet Lepadella och familjen Lepadellidae. Inga underarter finns listade i Catalogue of Life.